# Dick Mann
Dick Mann   (Salt Lake City, 13 de juny de 1934 - 26 d'abril de 2021) va ser un pilot de motociclisme professional nord-americà, dues vegades guanyador de l'AMA Grand National i un dels pocs pilots a haver competir en motocròs, enduro, trial, flat track, TT i velocitat. Mann va ser incorporat al Motorsports Hall of Fame of America el 1993 i a l'AMA Motorcycle Hall of Fame el 1998.
Protagonista d'una llarga carrera professional que va abastar des de començaments de la dècada del 1950 fins a mitjan dècada del 1970, Mann va ser el segon pilot més reeixit de la història de l'AMA Grand National, amb 24 victòries en proves puntuables. Era conegut per ser un dels pilots amb més talent i versàtils, així com pel barret de palla barat que duia mentre treballava en la seva motocicleta.

## Biografia

### Els inicis
Nascut a Salt Lake City (Utah), Dick Mann va conduir la seva primera motocicleta quan era un adolescent i es dedicava a lliurar documents en un escúter Cushman a Richmond (Califòrnia), on residí des de petit. Va aprendre a competir en curses sobre pistes de cendra a les escoles de la zona i va circular en moto pels camins de vaques locals, experiències que després l'ajudarien en la seva carrera com a pilot de motocròs. Acabada l'escola secundària, va començar a treballar de mecànic al concessionari BSA que Hap Alzina regentava a Oakland.

### Carrera esportiva

#### Dècada del 1950
L'estiu de 1954, Mann va començar a competir com a amateur acompanyant el professional Al Gunter. El 1955 va ascendir a categoria expert i va acabar setè amb una Harley-Davidson a la seva primera cursa del campionat Grand National, la Daytona 200. En aquella època, la cursa se celebrava al Daytona Beach Road Course. A poc a poc es va fer un nom al llarg dels seus primers tres anys i va acabar entre els deu primers de la temporada per primer cop el 1957. El 1958 va aconseguir un segon lloc al Daytona 200 i a Laconia. Va obtenir la seva primera victòria en un "national" (nom que reben les curses puntuables per al campionat AMA) a l'Illinois Tourist Trophy (TT) de Peoria de 1959. Aquell any va ser subcampió del Grand National.

#### Dècada del 1960
El 1963, Mann va acabar cinc curses entre els tres primers i va guanyar el seu primer campionat AMA Grand National. Va aconseguir el títol guanyant el 21 de setembre a Ascot Park, a Gardena (Califòrnia). Mann va continuar guanyant curses i ocupant la part alta de les classificacions fins que, vuit anys després, va guanyar el seu segon títol.
Durant aquella època va ser també un dels pioners del motocròs als Estats Units, quan iniciatives com la Inter-AM d'Edison Dye van començar-hi a popularitzar aquesta modalitat. Va representar els Estats Units al Transatlantic Trophy, una competició que va enfrontar els experts corredors britànics contra els novells nord-americans.

#### Dècada del 1970

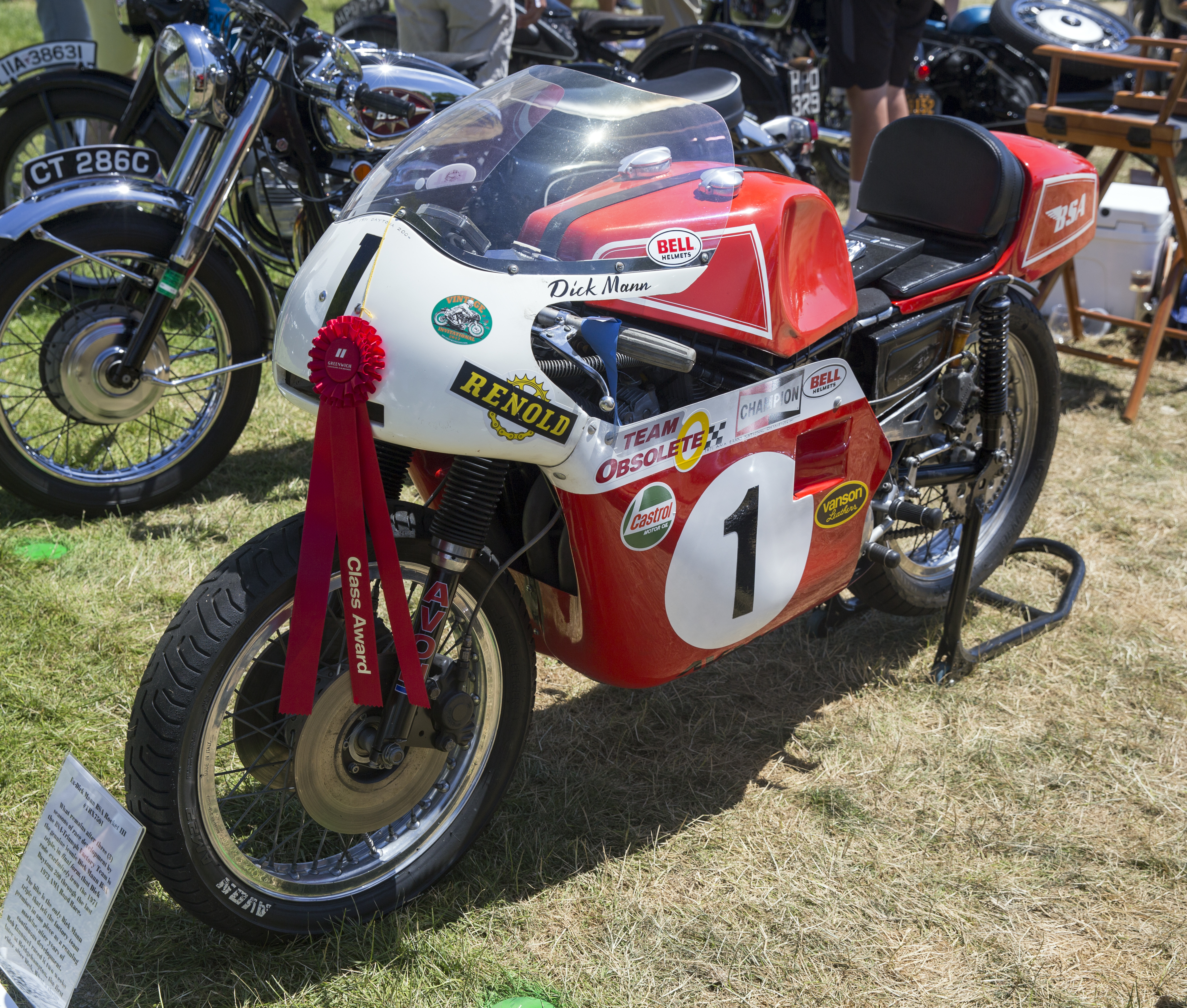
La BSA A75 Rocket 3 amb què va guanyar el Grand National de 1971. Mann va continuar competint amb aquesta moto fins al final de la temporada de 1973

Dick Mann va començar la dècada del 1970 amb una de les victòries més importants de la seva carrera: la Daytona 200, una cursa que no havia guanyat en quinze intents. El 1970, finalment, hi va vèncer l'antic campió del món Mike Hailwood i les estrelles emergents del moment Gene Romero i Gary Nixon. Era la primera victòria d'Honda en un "national" i es va produir a la prova inaugural de la temporada.
El 1971, Mann va guanyar el seu segon títol de Grand National amb una
BSA. Als seus 37 anys va esdevenir el campió més gran de la història del campionat. Va guanyar la prova inaugural, el Houston TT, i la segona cursa de la temporada, la seva segona victòria a la Daytona 200. Aquella victòria li va valer un lloc a la portada de maig de 1971 de la revista de l'AMA. A banda, va guanyar curses de velocitat al Pocono Raceway i a Kent (Washington). Aquell 1971 va ser nomenat el pilot més popular de l'any per l'AMA i va esdevenir el primer a guanyar el "Grand Slam" del motociclisme en guanyar curses en circuits de milla, mitja milla, short track, TT i circuits d'asfalt.
Mann va seguir guanyant curses el 1972. La seva darrera victòria va ser a Peoria, on justament havia obtingut la primera de la seva carrera. El 1973 va seguir competint, encara amb una BSA, i aquell any va acabar entre els 10 primers a 40 anys. El 1974, finalment, es va retirar del Grand National després d'haver competit en 240 "nationals" i haver acabar entre els 10 primers totes les temporades tret d'una entre 1957 i 1973.
El 1975, Mann va tornar a les seves arrels i va competir en proves d'enduro. Aquell any va formar part de l'equip dels Estats Units als Sis Dies Internacionals de l'illa de Man, on va guanyar una medalla de bronze amb una OSSA 350.

### Honors i premis
Dick Mann va ser incorporat al Motorsports Hall of Fame of America el 1993 i va rebre l'AMA Dud Perkins Award per les seves contribucions a l'esport el 1995.
Encara competia en curses "vintage" quan va ser incorporat a l'AMA Motorcycle Hall of Fame el 1998. El 27 de juliol de 2006, aquest Saló de la Fama va obrir una exposició en honor a la seva carrera, anomenada "SuperMann", a la inauguració de la qual hi van assistir més de 400 persones.

## Disseny i fabricació
Al llarg de la seva carrera esportiva, Mann va ser un dissenyador i fabricant innovador de bastidors i components de motocicleta. També va treballar com a assessor de diversos fabricants.

### Dècada del 1960
El 1966, Dick va dissenyar i fabricar un bastidor del tipus "espinada" (backbone) de gran diàmetre de crom-molibdè per a la seva BSA A65. Alguns elements de la seva geometria van esdevenir el segell distintiu de diversos dels seus dissenys.

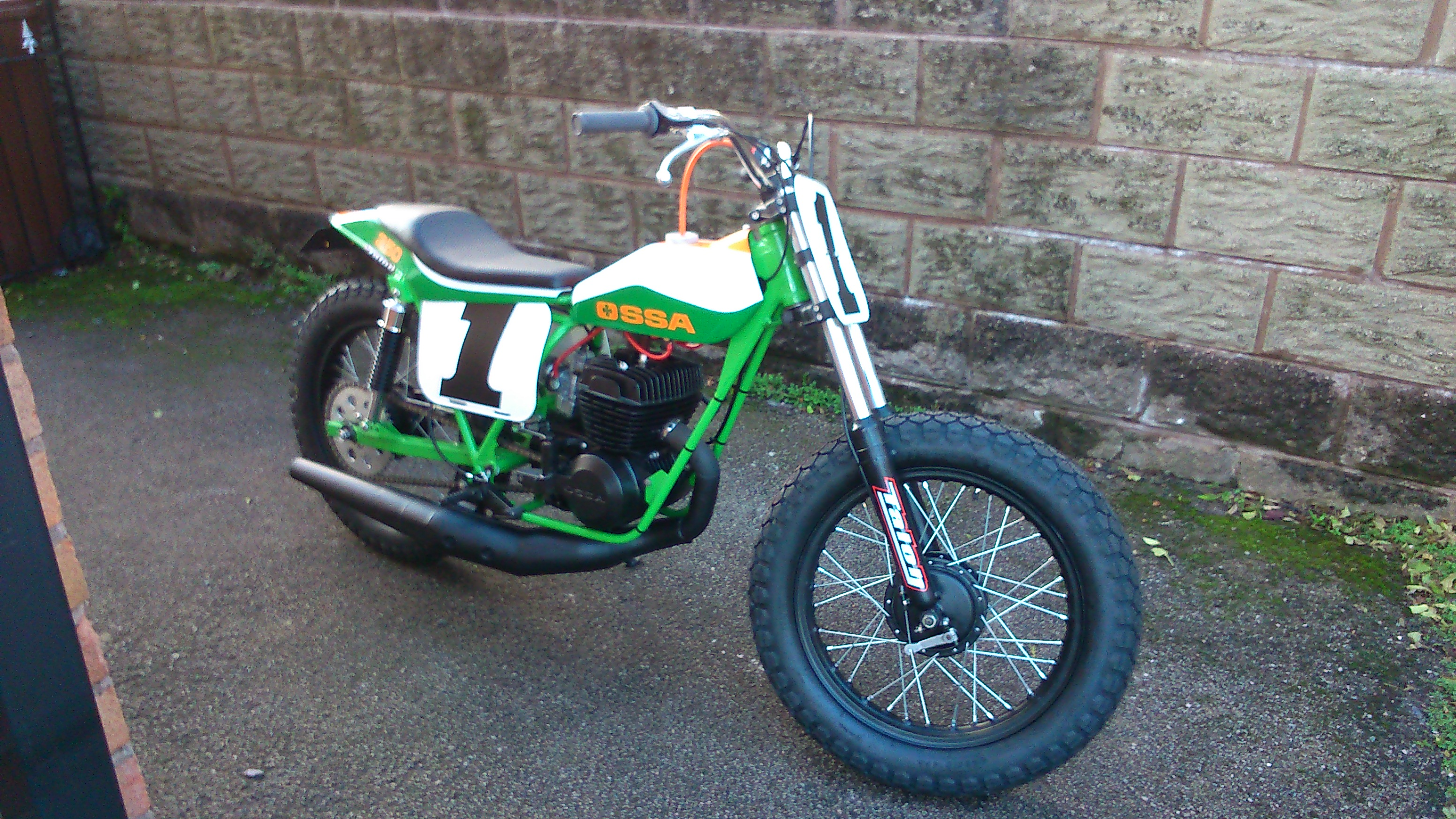
Rèplica d'una OSSA DMR feta per l'artesà Redmax el 2013

El 1967, l'amo de Yankee Motor Corp. John Taylor el va contractar i va incorporar els mateixos elements de disseny a la Yankee 500Z, l'antecessora directa de l'OSSA Yankee. El 1969, mentre seguia a Yankee, Mann va dissenyar i va col·laborar amb Frank Conner, d'OSSA/West, en la construcció de la reeixida OSSA/DMR (de "Dick Mann Replica") de Flat Track. Després que la moto hagués guanyat diverses proves "nationals", Yankee en va comercialitzar una curta sèrie de 150 unitats, que va produir del 1970 al 1971.
Mann va influir també en l'estilisme. Elements de disseny d'una antiga BSA seva es van incorporar al dipòsit de l'OSSA Wildfire SS (nom amb què es comercialitzà als Estats Units l'OSSA 175 Sport) de 1967 i al de la DMR, així com al dipòsit i el seient dels primers prototips de la Yankee 500Z de 1968. Aquests prototips van tenir influència en dissenys posteriors com ara el de la Triumph X75 Hurricane de Craig Vetter.

### Dècada del 1970
El 1975, Dick Mann va començar a dissenyar bastidors per a la Yamaha XT 500. En total va vendre uns 200 bastidors per a aquest motor sota quatre marques diferents des d'aleshores fins al 1982. També va dissenyar variacions per a l'Honda XL/XR500 i la Suzuki DR/SP370. Tots els bastidors de producció van ser construïts per Terry Knight basant-se en cadascun dels prototips construïts a casa i provats extensivament per Mann.

## Vida personal
Casat amb la Kay Mann, Dick era propietari d'un negoci especialitzat en la restauració i venda de motos de competició "vintage". També va participar activament a les curses de motocròs d'època de l'American Historic Racing Motorcycle Association (AHRMA).